# Култура Африке
Култура Африке је велика и разноврсна, она се састоји од мешавине земаља са различитим племенима, од којих свака има своје јединствене карактеристике са континента Африке. То је производ различитих популација које данас живе на континенту Африке и афричке дијаспоре. Афричка култура изражава се у уметности и занатима, фолклору и религији, одећи, кухињи, музици и језицима. Изрази културе су богати унутар Африке, при чему се велике количине културне разноликости могу наћи не само у земљама суседима, већ и у једној држави самој. Иако су афричке културе широко разноврсне, такође, када се пажљиво проучава, види се да има много сличности. На пример, морале које они подржавају, њихову љубав и поштовање њихове културе, као и снажно поштовање које имају за старије особе.
Африка је утицала и на друге континенте. Ово се може приказати у спремности да се прилагоде увек променљивом савременом свету уместо да остану укорењене на њихову статичку културу. Западне мањине, убеђене у европску културу и хришћанство, прво су негирале афричку традиционалну културу, али уз пораст афричког национализма дошло је до стварања нове културе. Владе већине афричких држава подстичу националне плесне и музичке групе, музеје, а у нешто нижем степену, уметнике и писце.